# شهرستان بیلسکو
شهرستان بیلسکو (به لهستانی: Powiat Bielsko) یک شهرستان در لهستان است که در استان سیلسیان واقع شده‌است. شهرستان بیلسکو ۴۵۷٫۲ کیلومتر مربع مساحت و ۱۵۰٬۷۶۴ نفر جمعیت دارد.